# كاليمبونج
كاليمبونغ هي محطة جبلية في ولاية البنغال الغربية في الهند. تقع في ارتفاع متوسط قدره 1,250 متر (4,101 قدم). المدينة هي المقر الرئيسي لمنطقة كاليمبونغ. ويقع مقر الفرقة الجبلية 27 التابعة للجيش الهندي في ضواحي المدينة.
ومن المعروف أن كاليمبونغ بمؤسساتها التعليمية، والكثير منها قد أنشئت خلال الفترة الاستعمارية البريطانية. وكانت هذه البوابة بوابة للتجارة بين التبت والهند قبل ضم الصين للتبت والحرب الصينية-الهندية. كانت كاليمبونغ ودارجلينغ المجاورة مراكز رئيسية.
تقع البلدية على ضفة نهر يطل على نهر تيستا وهي وجهة سياحية نظرا لمناخها المعتدل وجمالها الهيمالايا الرائع وقربها من المواقع السياحية الشهيرة في المنطقة. تعد الزراعة والبستنة من الأمور المهمة في المدينة ولديها سوق زهور يضم مجموعة واسعة من بساتين الفاكهة.

## أعلام
- خاندرو رينبوتشي

## وصلات خارجية
- Official government site
- Daily Kalimpong News and Information
- Informative site on Kalimpong maintained by Hotel and Restaurant Owners Association (HORAK)
- Comprehensive list of schools in Kalimpong
- Birds of Kalimpong area